# RBS 23 Bamse

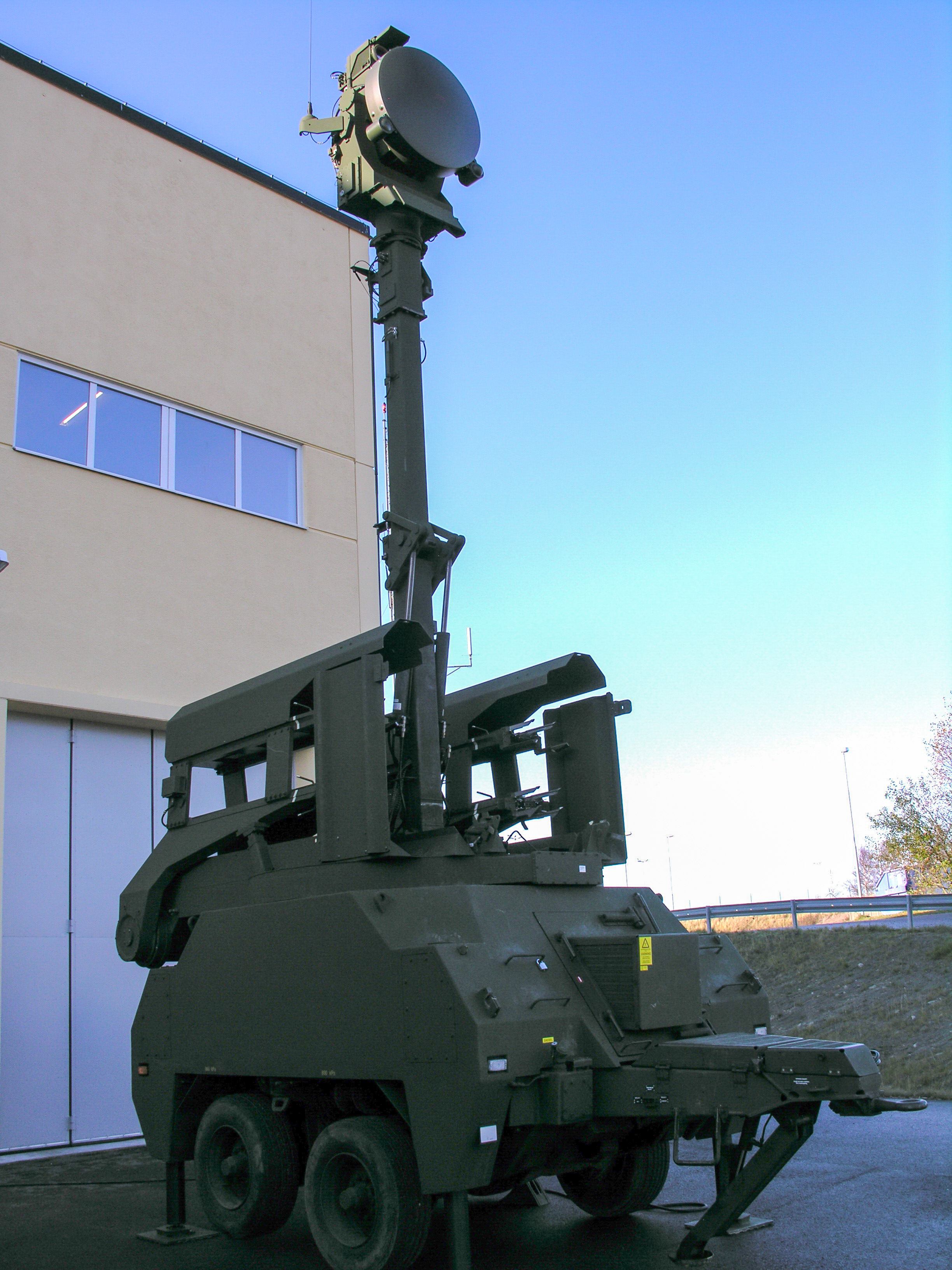
RBS 23 BAMSE. Производство с 1990 и по сей день

RBS 23 Bamse — зенитно-ракетный комплекс средней дальности, разработанный в Швеции компаниями Bofors и Ericsson Microwave Systems (вошли в группу Saab).

## Характеристики ЗРК
Пусковая установка (ПУ) ЗРК RBS 23 BAMSE, согласно терминологии разработчика, выполняет функции центра управления ракетами (Missile Control Centers, MCC). На ПУ размещается 6 зенитных управляемых ракет в транспортно-пусковых контейнерах.
Дальность полёта ракет составляет 20 км, высота — до 15 км. Максимальная скорость полёта — около 900 м/с. Метод наведения — командный, «три точки».
MCC выполнен в виде буксируемого прицепа, в нем находятся рабочие места для двух операторов.
Для наведения ракет применяется оптическая система, а также моноимпульсная РЛС управления огнем (FCR) миллиметрового диапазона Eagle (34-35 ГГц), которые поднимаются на мачте на высоту до 8 м. На мачте также установлена антенна радиолинии. Такая высота обеспечивает возможность приёма данных целеуказания по радиолинии от РЛС Giraffe AMB на расстоянии 10 — 15 км.
Одна РЛС Giraffe AMB может одновременно выполнять функции командного пункта и РЛС целеуказания (Surveilence and Control Center, SCC) для 6 пусковых установок (ПУ) ЗРК RBS 23 Bamse.
Время перезарядки 6 ракет — 4 мин., время развертывания MCC из походного положения в боевое не превышает 10 мин.
Одна ПУ ЗРК Bamse по данным производителя SAAB Bofors Dynamics в состоянии прикрыть территорию площадью более 1500 км2.

## Галерея

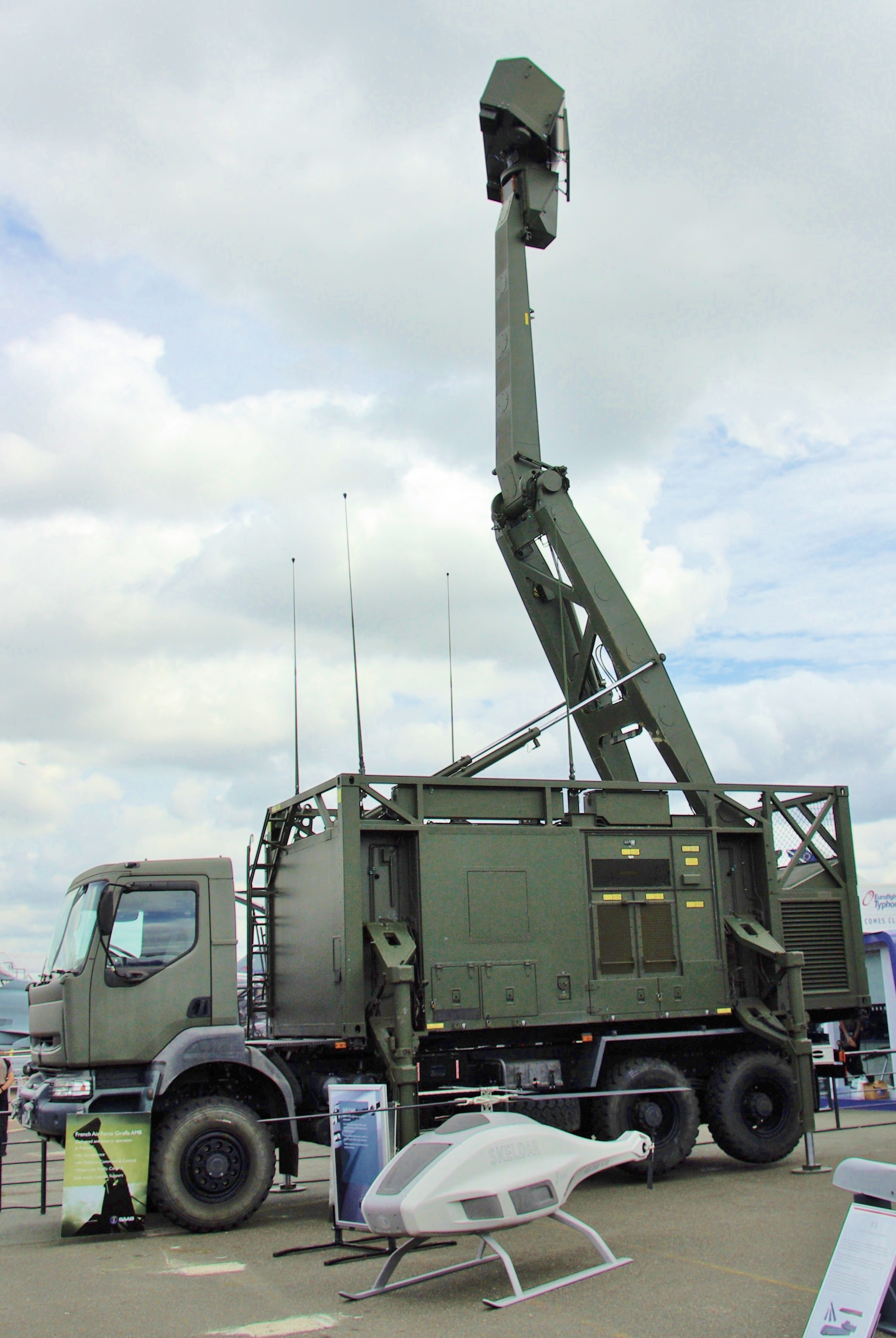
РЛС Giraffe AMB на аэрошоу в  Ле Бурже, 2007 г.
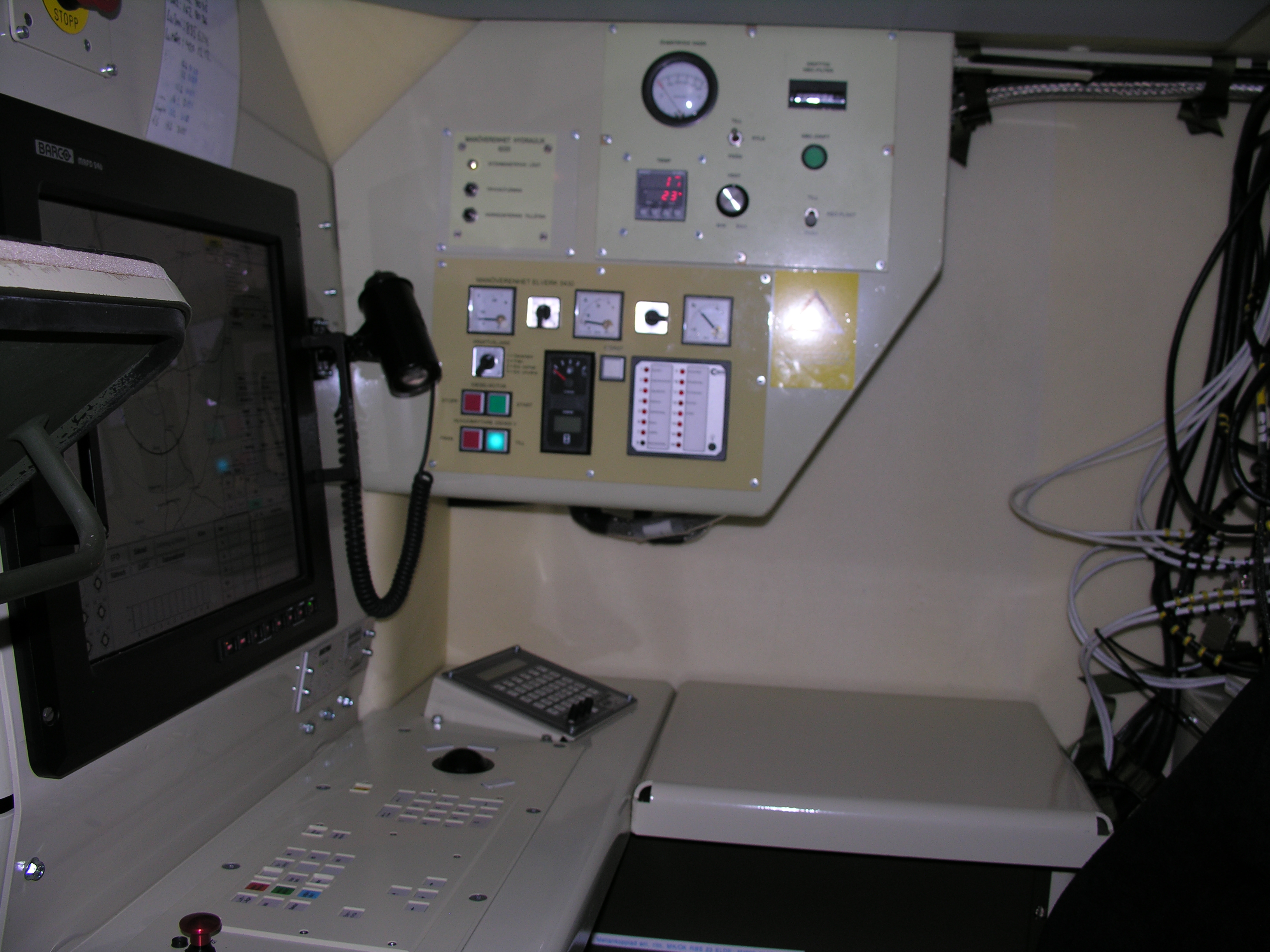
Рабочее место одного из операторов RBS 23 BAMSE
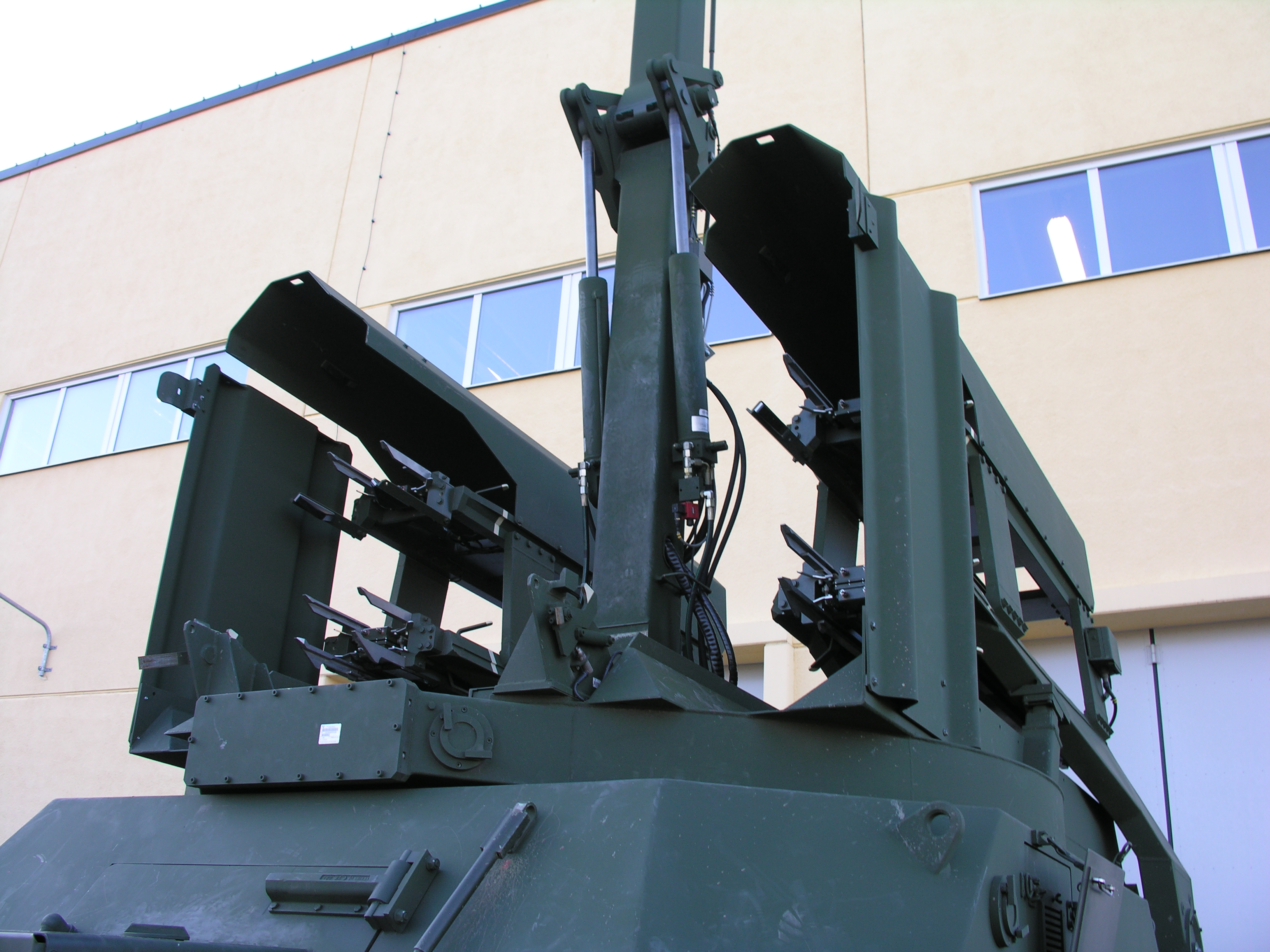
Места для крепления ракет в RBS 23 BAMSE